# طوماسو غيناسي
طوماسو غيناسي (بالإيطالية: Tommaso Ghinassi)‏ (2 يونيو 1987 بفيسولي في إيطاليا - ) هو لاعب كرة قدم إيطالي في مركز الدفاع. لعب مع نادي ألساندريا ونادي بيستويسي ونادي جنوى وبوردينوني كالتشيو ونادي براتو وFigline 1965 ‏.

## وصلات خارجية
- طوماسو غيناسي على موقع قاعدة بيانات كرة القدم.إي يو (الإنجليزية)